# Jan van Borssum Waalkes
Jan van Borssum Waalkes (Groningen, 25 november 1922 – aldaar, 12 oktober 1985) was een Nederlands botanicus. De botanische auteurafkorting is "Borss.Waalk.".

## Leven en werk
Jan van Borssum Waalkes begon in 1941 biologie te studeren Rijksuniversiteit Groningen. Na een onderbreking door de oorlog van 1943 tot 1945 rondde hij in 1946 zijn studie af met het kandidaatsexamen; in 1949 volgde het doctoraalexamen. 
In 1950 kwam Van Borssum Waalkes als assistent naar de Herbarium Bogoriense in Bogor op het Indonesische eiland Java, waar hij bleef tot 1957, gedurende welke tijd de Kaasjeskruidfamilie (Malvaceae) zijn onderzoeksfocus was. Hij verzamelde planten op onder meer Java, Krakatau, Sumatra en de Molukken. Hij begon zijn botanisch onderzoek in Krakatau na de vulkaanuitbarsting van Krakatoa in oktober 1952; in het Indonesische tijdschrift Penggemar Alam beschreef hij zijn hier opgedane ervaringen.
Na zijn terugkeer in Nederland werkte Van Borssum Waalkes vanaf 1961 als wetenschappelijk medewerker aan de Groninger Botanische Tuin. In 1966 promoveerde hij aan de Universiteit Leiden op zijn proefschrift Malesian Malvaceae revised.

## Publicaties (selectie)
- The Krakatau-islands after the eruption of October 1952, Penggemar Alam, Band=34 (1954) pp. 97–104
- Notes on Malaysian Malvaceae[dode link] (1956)
- Malesian Malvaceae revised (1966; proefschrift)
- Notes on Malaysian Malvaceae-I, Hibiscus archboldianus (1956) Reinwardtia 4